# 木村康貴
木村 康貴（きむら やすたか、1980年〈昭和55年〉12月8日 - ）は、日本のアニメプロデューサー。株式会社スクウェア・エニックス メディア・アーツ事業部所属。

## 経歴
TBSテレビのアニメ担当を経て、スクウェア・エニックスに入社。出版部門のメディアミックス担当として同社のアニメなどに携わっている。

## 作品一覧

### テレビアニメ
2005年
- 英國戀物語エマ（アシスタントプロデューサー）
- これが私の御主人様（アシスタントプロデューサー）
- BLACK CAT（アシスタントプロデューサー）

2006年
- パンプキン・シザーズ（アシスタントプロデューサー）
- すもももももも 地上最強のヨメ（企画協力）

2007年
- 瀬戸の花嫁（アシスタントプロデューサー）
- ながされて藍蘭島（企画協力）
- ZOMBIE-LOAN（アソシエイトプロデューサー補）
- BAMBOO BLADE（企画協力）

2008年
- 隠の王（企画協力）
- セキレイ（アシスタントプロデューサー）
- 黒執事（製作委員会）
- 天体戦士サンレッド（企画協力）
- とある魔術の禁書目録（プロデューサー）

2009年
- PandoraHearts（企画協力）
- 咲-Saki-（制作協力）

2010年
- セキレイ〜Pure Engagement〜（アソシエイトプロデューサー）
- とある魔術の禁書目録II（プロデューサー）

2011年
- 花咲くいろは（企画協力）
- WORKING'!!（アソシエイトプロデューサー）

2012年
- 輪廻のラグランジェ（協力）
- 妖狐×僕SS（プロデューサー）
- 咲-Saki- 阿知賀編 episode of side-A（原案協力）
- 輪廻のラグランジェ season2（協力）
- TARI TARI（企画協力）
- 絶園のテンペスト（プロデューサー）

2013年
- DEVIL SURVIVOR2 the ANIMATION（宣伝協力）
- サーバント×サービス（アソシエイトプロデューサー）

2014年
- 咲-Saki- 全国編（原案協力）
- 魔法科高校の劣等生（プロデューサー）
- ソウルイーターノット!（アシスタントプロデューサー）
- アカメが斬る!（企画協力）
- 黒執事 Book of Circus（プロデューサー）

2015年
- 青春×機関銃（企画協力）
- WORKING!!!（アソシエイトプロデューサー）

2016年
- Dimension W（プロデューサー）
- 田中くんはいつもけだるげ（企画協力）
- 不機嫌なモノノケ庵（アソシエイトプロデューサー）
- はんだくん（企画協力）
- WWW.WORKING!!（アソシエイトプロデューサー）

2017年
- ACCA13区監察課（企画協力）
- クズの本懐（企画協力）
- 王室教師ハイネ（企画協力）
- 賭ケグルイ（原作協力）
- 魔法陣グルグル（企画協力）

2018年
- ハイスコアガール（プロデューサー）
- ハッピーシュガーライフ（アソシエイトプロデューサー）
- とある魔術の禁書目録III（プロデューサー）
- ベルゼブブ嬢のお気に召すまま。（製作協力）

2019年
- 魔法少女特殊戦あすか（原作協力）
- 賭ケグルイ××（原作協力）
- とある科学の一方通行（企画協力）
- ハイスコアガールII（プロデューサー）

2020年
- 地縛少年花子くん（原作協力）
- とある科学の超電磁砲T（企画協力）
- 魔王学院の不適合者 〜史上最強の魔王の始祖、転生して子孫たちの学校へ通う〜（宣伝協力）
- 魔法科高校の劣等生 来訪者編（プロデューサー）

2021年
- 裏世界ピクニック（プロデューサー）
- ホリミヤ（企画協力）
- すばらしきこのせかい The Animation（プロデューサー）
- スライム倒して300年、知らないうちにレベルMAXになってました（宣伝協力）
- ヴァニタスの手記（企画協力）
- 魔法科高校の優等生（プロデューサー）
- ジャヒー様はくじけない!（企画協力）
- Deep Insanity THE LOST CHILD（チーフプロデューサー）
- 魔法科高校の劣等生 追憶編（プロデューサー）

2022年
- 失格紋の最強賢者（宣伝協力）
- その着せ替え人形は恋をする（エグゼクティブプロデューサー）
- 社畜さんは幼女幽霊に癒されたい。（原作協力）

2024年
- 魔法科高校の劣等生 第3シーズン（プロデューサー）

### Webアニメ
2011年
- +チック姉さん（企画協力）

### OVA
2008年
- 瀬戸の花嫁 OVA 仁（プロデューサー）

2009年
- 瀬戸の花嫁 OVA 義（プロデューサー）

2010年
- 瀬戸の花嫁 否苦炒亜怒羅魔 極道の妻 KEJIME （アシスタントプロデューサー）

2012年
- 輪廻のラグランジェ 鴨川デイズ（協力）

2015年
- 黒執事 Book of Murder（プロデューサー）
- 咲日和（原案協力）

2020年
- ACCA13区監察課 Regards（企画協力）

### アニメ映画
2013年
- 劇場版 とある魔術の禁書目録 -エンデュミオンの奇蹟-（プロデューサー）
- 劇場版 花咲くいろは HOME SWEET HOME（企画協力）

2017年
- 劇場版 黒執事 Book of the Atlantic（プロデューサー）
- 劇場版 魔法科高校の劣等生 星を呼ぶ少女（プロデューサー）

### テレビドラマ
2016年
- 咲-Saki-（プロデューサー）

2017年
- 咲-Saki- 阿知賀編 episode of side-A（プロデューサー）

2019年
- ゆうべはお楽しみでしたね（原作協力）

### 実写映画
2017年
- 咲-Saki-（プロデューサー）

2018年
- 咲-Saki- 阿知賀編 episode of side-A（プロデューサー）